# 김사미
김사미(金沙彌, ?~1194년)는 고려의 민란 주동자이다. 이의민과 관련해 신라 부흥 운동에도 연관된 인물이다.
1193년 김사미는 운문산(雲門山, 청도)을 본거지로 불평분자를 모아서 난을 일으켰고, 초전(草田, 울산)에서 봉기한 효심(孝心)과 연합하여 세력을 증대한 후 각 지방에서 약탈을 일삼았다. 또한 이의민과 내통하며 힘을 길렀다.
수만명의 난민(亂民)으로 연합된 반란군의 토벌을 위해 고려 정부는 전존걸(全存傑), 이지순(李至純)·김척후(金陟候)·이자성(李子晟) 등을 보냈으나 실패하였다. 1193년(명종 23년) 11월 김사미는 밀성(密城, 밀양)에서 상장군 최인(崔仁), 대장군 고용지(高湧之)가 이끄는 토벌군의 공격을 받았다. 1194년 2월 투항하였으나 참형을 당하였다.

## 김사미가 등장한 작품
- 《무인시대》 KBS, 2003년~2004년, 배우 : 강지후
- 《박시백의 고려사》 3권

## 같이 보기
- 김사미·효심의 난
- 동경의 반란 (경주 민란)
- 정방의의 난 (진주 민란)
- 이의민